# Peter Gay
Peter Gay, nascido Peter Joachim Fröhlich (Berlim, 20 de junho de 1923 – Nova Iorque, 12 de maio de 2015), foi um historiador alemão, radicado nos Estados Unidos da América. Conhecido por ter dedicado mais de vinte anos ao estudo do iluminismo, no início da década de 1970 adotou o período vitoriano como objeto de pesquisa. É autor da mais notória biografia do psicanalista Sigmund Freud, Freud: uma para nosso tempo (1988).

## Biografia
Peter Gay nasceu em Berlim no ano de 1923 como Peter Joachim Fröhlich. Estudou no Goethe-Gymnasium e em 1939 fugiu da Alemanha nazista com sua família, chegando à América em 1941. Obteve a cidadania americana em 1946 e mudou seu nome de Fröhlich para Gay. A sua formação ocorreu na Universidade de Denver, onde graduou-se em 1946, e na Universidade de Columbia, onde concluiu o mestrado em 1947 e o PhD em 1951. 
Peter Gay trabalhou como professor de ciência política na Universidade de Columbia entre 1948-1955 e como professor de história entre 1955-1969. Lecionou na Universidade de Yale, de onde tornou-se professor emérito, desde 1969 até sua aposentadoria em 1993.
Peter Gay morreu em sua casa, em Nova York, aos 91 anos de idade, de velhice, segundo a sua enteada.

## Obras
- A Experiência Burguesa: da Rainha Vitória a Freud (5 volumes)
  - I - A Educação dos Sentidos (1989)
  - II - A Paixão Terna (1990)
  - III - O Cultivo do Ódio (1995)
  - IV - O Coração Desvelado (1999)
  - V - Guerras do Prazer (2001)
- Freud: uma vida para o nosso tempo (1989)
- Freud para Historiadores (1989)
- O Estilo da História (1990)
- O Século de Schnitzler (2002)
- Modernismo (2009)
- Represálias Selvagens (2010)